# Cercle celtique Brug ar Menez
Le Cercle celtique Brug ar Menez (la bruyère de la montagne en breton), est une association de danse traditionnelle bretonne créée en 1948, basée à Spézet, en Centre-Bretagne. Membre de Kendalc'h et évoluant en première catégorie depuis 1987, le cercle participe au championnat de la confédération Kenleur.

## Histoire
Créé par Yves Com, le cercle Brug Ar Menez existe depuis 1948 sans interruption. Son nom fait référence à Brug ar Menez Du, qui a soutenu la création du cercle.
Depuis 1950, Brug ar Menez est affilié à la confédération Kendalc’h (danses et chorales) qui regroupe 170 associations réparties sur l’ensemble de la région. Kendalc’h est devenue un acteur majeur et un observatoire privilégié de la vie culturelle bretonne. En 50 ans d’existence, le Cercle a participé à de grands festivals régionaux (Festival de Cornouaille, Festival de la Saint-Loup, Festival interceltique de Lorient…) et internationaux (Européades du Folklore, Festival des costumes traditionnels en Allemagne, Festival interceltique d’Aviles en Espagne…).
C’est en 1987 que le groupe a accédé à la 1re catégorie de Kendalc’h. En 1998, il devient vice-champion de Bretagne de la danse au festival de la St Loup à Guingamp et obtient le prix « Coup de Cœur » de l’association départementale « Musiques et Danses en Finistère ». À ce même championnat, le groupe se classe 3e en 1999 et il devient Champion de Bretagne de la danse en 2001, confirmant ainsi sa place parmi les meilleurs groupes de Bretagne. À nouveau champion de Bretagne en 2002, le groupe choisit de consacrer son année 2003 à la création et la formation. Brug ar Menez est nommé Ensemble départemental en 2000 et 2002 par le Conseil Général du Finistère.

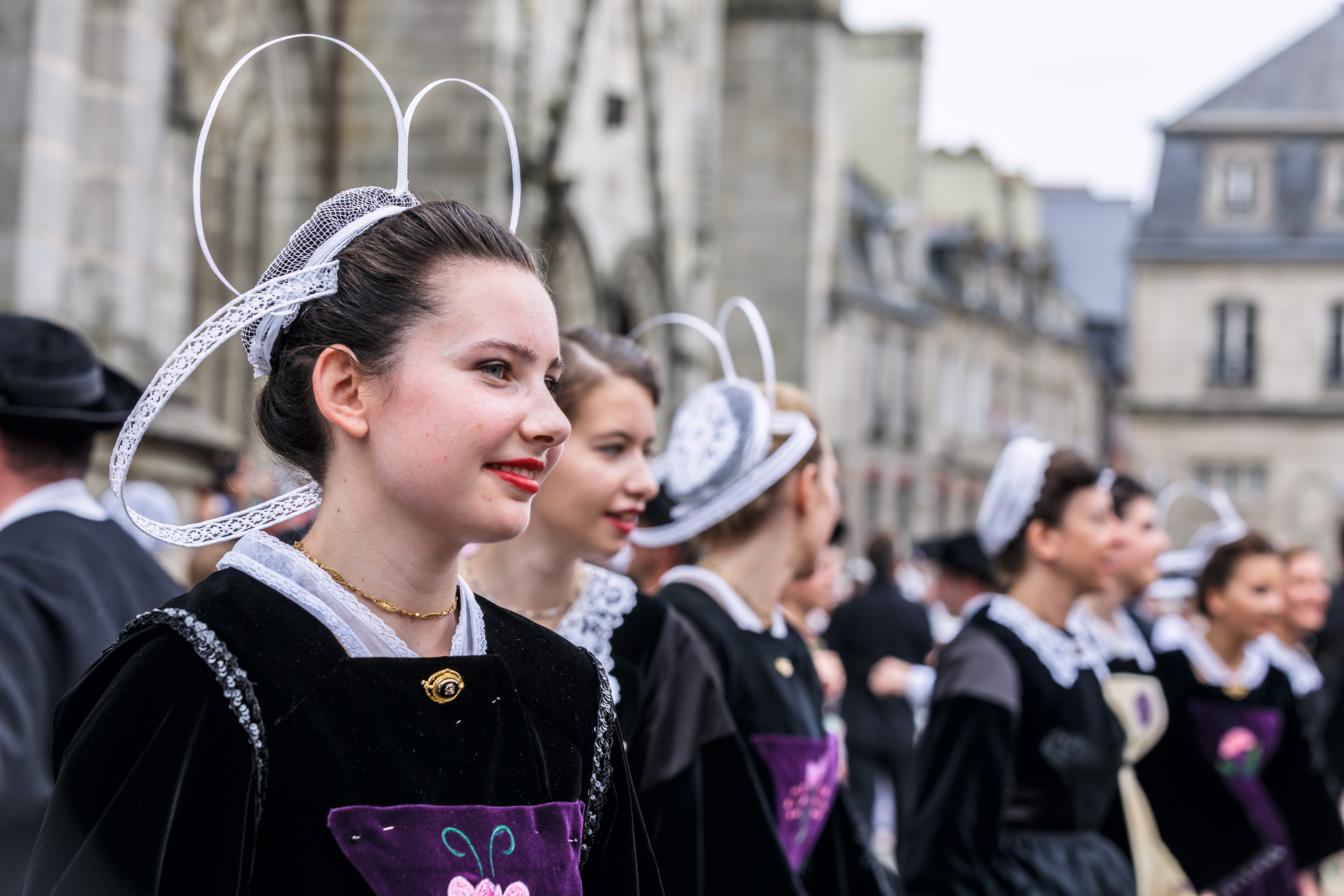
Les danseuses en 2016 à Quimper.

En 2000/2001, les danseurs ont pu bénéficier des conseils du chorégraphe Bernardo Montet, alors artiste associé du Quartz à Brest.
En 2003, un projet de création d'un DVD est lancé. Ce dernier sort en 2005 (voir ci-dessous).
En octobre 2007, le cercle fête ses 60 ans. En mars 2008, le cercle participe à la nuit de la fête de la Saint-Patrick au Palais omnisports de Paris-Bercy, spectacle retransmis en direct sur Paris Première.
En 2012, 10 ans après son double titre, Brug ar Menez est sacré Champion de Bretagne pour la troisième fois avec sa création "Distro d'ar vro". 
En 2023, le cercle termine premier aux concours de printemps du Tradi Deiz à Vannes et de Kenleurenn à Quimper et l'été lors du festival de la Saint-Loup ce qui lui permet d'être une nouvelle fois sacré champion de Bretagne du championnat de la nouvelle confédération Kenleur. Il a également remporté le trophée de la Dérobée de Guingamp et de l'épreuve du défilé lors de la Saint-Loup.

## Le groupe

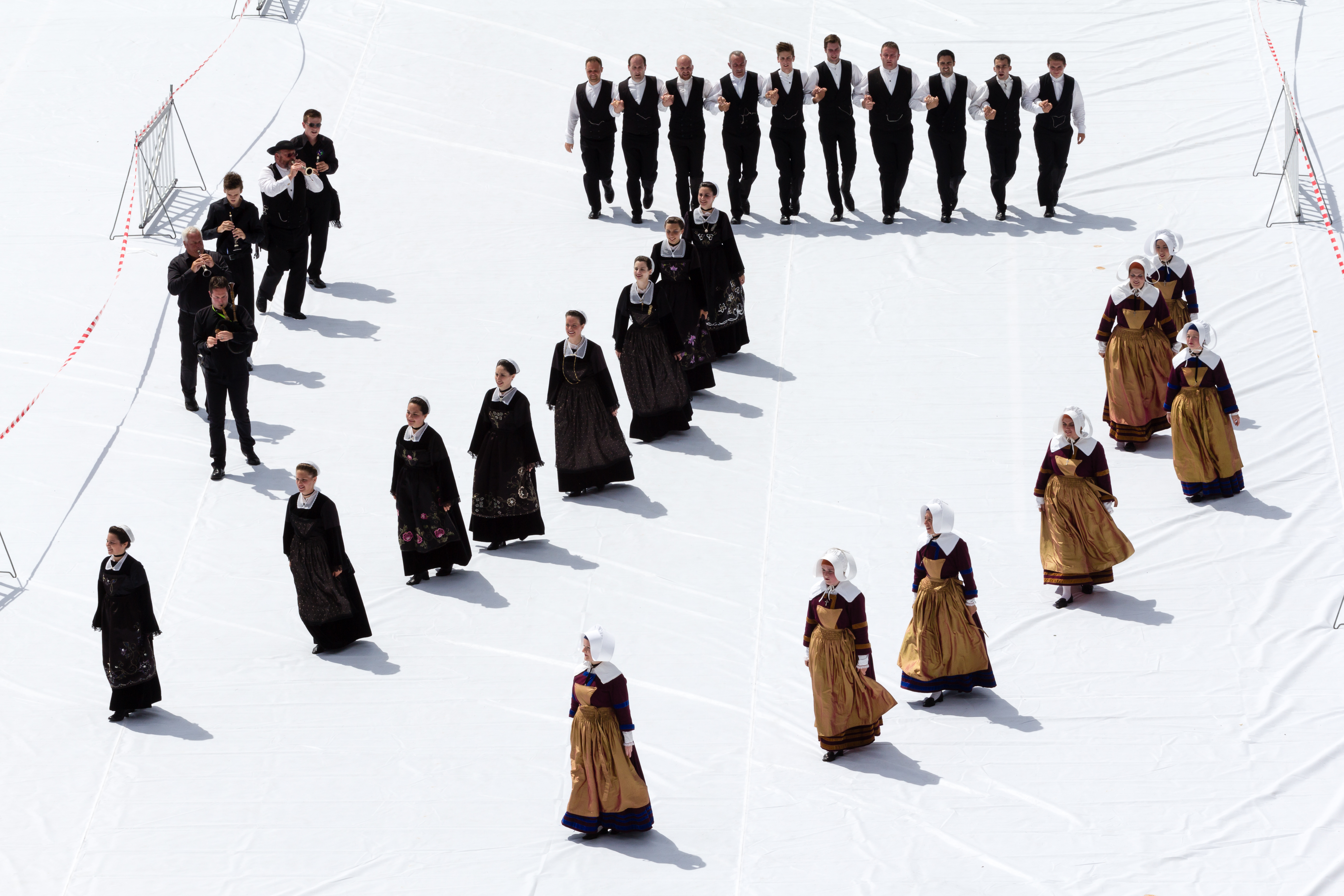
L'ensemble lors de la grande parade des nations celtes au FIL 2012

Le groupe, présidé par Mari-Anna Sohier et Marion Cario, est composé d’une cinquantaine de danseurs dont la moyenne d’âge se situe aux environs de 22 ans. La majorité d’entre eux est issue du groupe enfants. Ce dernier, fondé en 1982, compte aujourd’hui plus de 40 enfants et adolescents âgés de 6 à 13 ans. La partie musicale est assurée par une dizaine de musiciens et chanteurs confirmés et reconnus.
Le groupe adulte existe sans discontinuer depuis 1948. Bons vivants et travailleurs, les danseurs de cette section entretiennent, depuis sa création jusqu’à aujourd’hui, un esprit de famille et de solidarité qui se ressent sur scène. Véritable laboratoire d’idées, le groupe emploie ses compétences dans plusieurs groupes de travail : 
- L’écriture chorégraphique : vitrine de l’association, la chorégraphie est sous la responsabilité de quatre personnes, mais chaque danseur a la possibilité d’apporter ses idées.

- La création musicale : élément indispensable du spectacle, la musique est réalisée en collaboration avec les chorégraphes et les musiciens.

- Le « patrimoine costumes » : les costumes sont gérés par une responsable. L’importance du patrimoine costume créé par l’association nécessite une attention particulière et une logistique appropriée. Bien sûr, l'entretien du patrimoine existant et la création de nouvelles séries de costumes sont les principales activités. Cependant le collectage de photos anciennes est une donnée essentielle pour parfaire l'histoire de la mode "Poher" et fait partie des missions que s'est donnée le cercle.

- L’organisation d’événements : les manifestations organisées par le cercle sont l’affaire de tous les membres. Cependant une équipe s’attelle à la programmation et au déroulement du festival annuel et autres festoù-noz. Une salle de danse : le cercle de Spézet s’est porté acquéreur d’un bâtiment qu’il restaure sans cesse depuis 1996. Ce local permet au cercle d’y faire ses répétitions, mais c’est aussi un espace de vie convivial, un lieu d’échanges et de rencontres pour les acteurs de la vie culturelle locale.

## DVD
C'est en 2003 que quelques membres du groupe lancent un projet de captation vidéo du nouveau spectacle intitulé Mozaïk. Jacques Bernard (Label Productions) co-produit la réalisation d'un DVD, le premier consacré à la danse traditionnelle en Bretagne et en France. La captation a lieu les 9 et 10 octobre 2004 et le DVD Mozaik sort en mai 2005 chez Coop Breizh. Le coffret comporte un CD audio du spectacle, avec certaines parties musicales inédites, un DVD, se terminant par la grande gavotte finale menée par le président-fondateur du groupe et à laquelle le public s’est joint, ainsi que des bonus, relayant cette aventure humaine et retraçant la vie du groupe durant tout le week-end de la captation.